# Angiola Bonanni
Angiola Bonanni (Roma, Italia, 29 de agosto de 1942) es una escultora y artista visual feminista italiana residente en Madrid, España. Sus obras tratan dos temas principales: la inmigración y la situación de las mujeres.

## Biografía y trayectoria profesional
Comenzó sus estudios de filosofía en Roma, aunque posteriormente continuó su formación como artista, especializándose en la escultura y el arte visual. Su interés por el arte viene de la mano de su padre, pintor formado en la escuela de Roma.
"Se me dijo desde niña que yo era igual que un hombre, que mi destino no era el de una mujer, sino el de más altos puestos. Y elegí una forma masculina de mi oficio de artista: la forja, la escultura en el hierro."
Dentro de la escultura, trabaja con la forja, que empieza a aprender en Roma en talleres artesanos. Más tarde, recibe una beca de un año para estudiar en Estados Unidos, donde se aloja en la casa de uno de los hijos del arquitecto Frank Lloyd Wright. Se traslada a Madrid en el año 1963, donde prosigue su formación en la Escuela de Artes y Oficios de Madrid, creando obras a partir de chatarra reciclada con inspiración expresionista. En estos años, también se compromete activamente con el movimiento antifascista y antifranquista, implicándose con la sociedad política española de la época. Celebra su primera exposición personal en la Galería Neblí, de Madrid, en 1966. Se interesa especialmente por las culturas de los países ribereños, por lo que viaja por todo el Mediterráneo para profundizar en ello. En el año 1970 participa en el Congreso de la UNESCO de enseñanza de Bellas Artes celebrado en Belgrado en representación de la Asociación de Artistas Plásticos Española, cuya delegación estaba constituida por los estudiantes Marisa González, Eduardo Arenillas y Angiola Bonanni, encargada de la lectura de la ponencia.

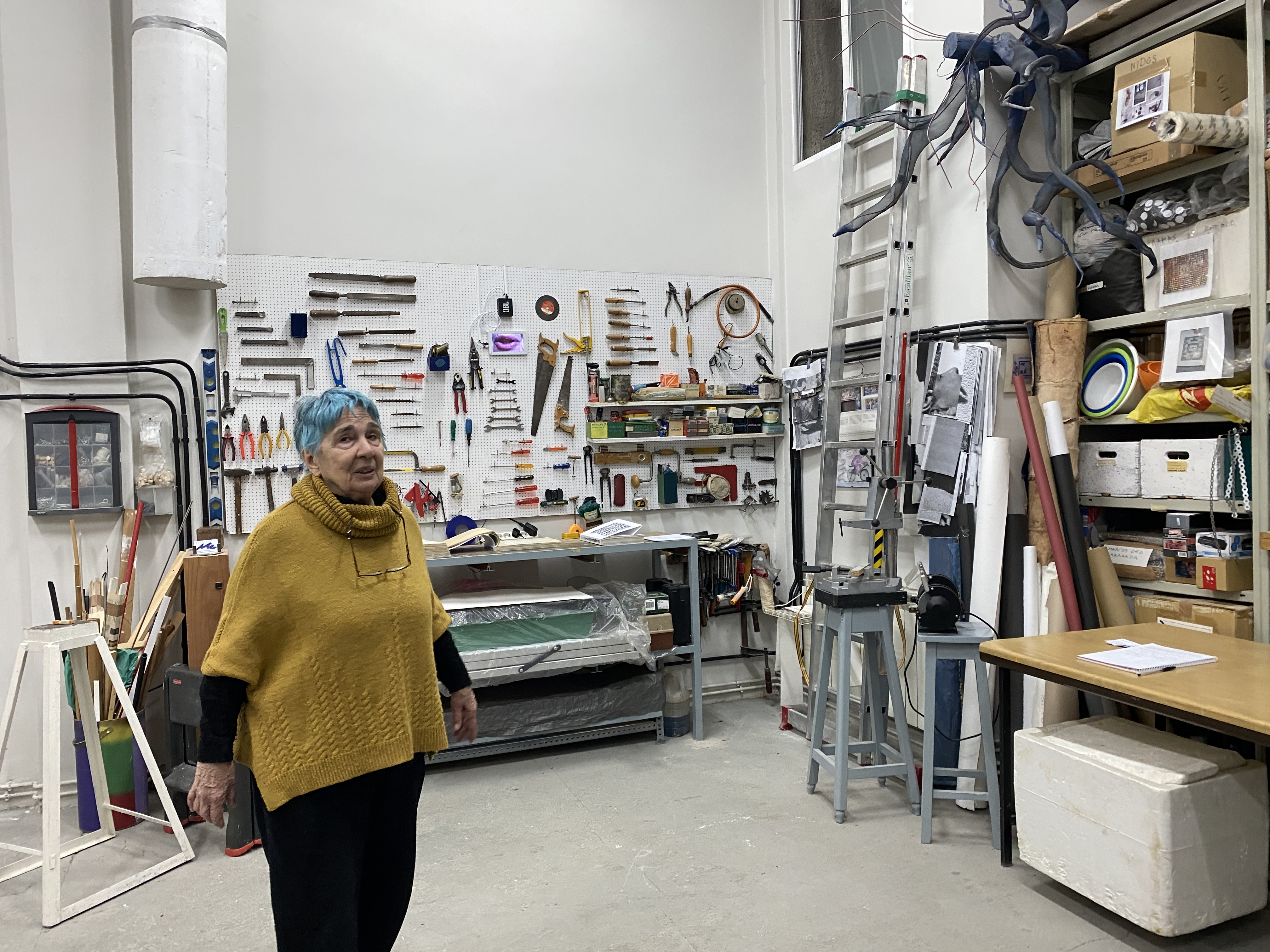
Trabajando en su estudio de Madrid en noviembre de 2022

En la década de los 70, introduce en sus obras la geometría y la teoría del color, momento en el que participa dentro del colectivo "grupo color". En esta época, trabaja con el plástico y la madera pintada a pistola. En los años 80, experimenta con otras técnicas artísticas como los materiales blandos, las telas o las mallas metálicas, entre otros. En este mismo periodo, combina su trabajo de taller con instalaciones en la calle de sus obras. A lo largo de los años 90, introduce la fotografía y vídeo a sus exposiciones urbanas, caracterizadas por reflejar una simbiosis entre naturaleza y alta tecnología.

En los últimos años, continua en la misma línea artística, pero añade una perspectiva autobiográfica a sus obras. Además, introduce dos temas actuales en sus obras: la inmigración y la situación de las mujeres. El primero de ellos está presente en la obra Photonovel#3 donde trata los desplazamientos, emigraciones e inmigraciones. Ella misma relata:
"A different country. A different language. A different name. A tattoo on my arm that means No God. No country. No King [...] Displaced by marriage [...] displaced by technology [...] diplaced by war, by hunger, by religion or political persecution, by ethnic cleansing or rejection of one's sexuality: this is the stuff our history is made of [...]"
"Un país distinto. Una lengua diferente. Un nombre que no es el mío. Un tatuaje en mi hombro que dice: No God. No country. No King[...] Desplazados por el matrimonio [...] desplazados por la tecnología [...] desplazados por las guerras, por el hambre, por la religión o persecuciones políticas, por limpieza étnica o por rechazo de la propia sexualidad: esto es de lo que está hecha la historia."
Lo que la artista explica se puede observar en la exposición “N/S/E/O” que realiza junto con otras tres artistas de trayectoria y origen diverso; esta muestra una Europa multiétnica y multicultural, con riqueza social. Otro ejemplo donde se observa este compromiso es “The laughs of the Peoples”.
Su otro tema, las inquietudes e identidades de las mujeres en la sociedad, se dirige en la actualidad a mostrar la situación de las mujeres en los países donde sus libertades no son valoradas.
Ha participado en diversas ediciones del Encuentro de Artistas de Quintanar de la Orden en Toledo, organizado por la fundación Amelia Moreno en el 2011 y 2015.
Asimismo, es miembro de distintas Asociaciones de profesionales como la Asociación Mujeres en las Artes Visuales.

## Exposiciones recientes
Se recogen algunas de sus exposiciones y trabajos más recientes realizados a nivel nacional e internacional.

### Exposiciones individuales
- 2000: "Arcadas"-Objetos y fotografía- Galería RayaPunto, Salamanca.
- 2001: "East River Blues", Instalación y fotografía. Neue Galerie, Fund. Karl Hofer, Berlín.
- 2001: "La risa de los pueblos", fotografía - Teatro de Benicàssim, Castellón.
- 2002: "Grüsse aus Berlin", videoinstalación y obra gráfica.i Galerie, I.I.C., Berlín.
- 2003: "Les Objets métis", Instalación y fotografía. Musée de Marrakech.

- 2006: "Arcadas"-Objetos y fotografía-" Centro Cultural El Foro de Pozuelo, Madrid.
- 2009: "Cuaderno de Islandia"- Bocetos y vídeo. Espacio Intermitente, Madrid.
- 2010: "Los desastres del amor"- Fotonovelas. Centro Cultural de La Elipa, Madrid.
- 2011: "Back to the Sky, back to the Sea", Castillo de Eichhofen, Baviera.
- 2014: "Ibis, redibis, non amore morieris", Espacio Intermitente, Madrid.

### Exposiciones colectivas
- 2011: "Hojas de invierno", El Foro de Pozuelo, Madrid.
- 2011: Vlll Encuentro de artistas, Fundación Amelia Moreno, Quintanar de la Orden.
- 2011: "1256 Stunden Schein", Industrie Salon, Berlin.
- 2011: "Triángulos", Performance en Tres en Suma, Madrid.
- 2011: "Lorca amaba a Dalí", El Foro de Pozuelo, Madrid.
- 2011: Performance en el Festival Ellas Crean - Cóncavas y Convexas.[6]
- 2012: "Las fronteras del Mar", Labirynt Festival, Slubice, Polonia.
- 2012: "Séménces", Instalación en la1ª Bienal de Casablanca", Marruecos.
- 2012: "Alrededor de Amelia Moreno", Galería Edurne de Arte Contemporáneo, El Escorial, Madrid.
- 2012: "Aforadas" El Foro de Pozuelo, Madrid.
- 2012: "A message in a bag", Berlín y Madrid, Gal. Ra del Rey.
- 2013: "Nuevas Propuestas", Art Room, Madrid.
- 2013: "Espacio e identidad", Embajada de Alemania, Pasaje de Fuencarral, Madrid.
- 2013: "Arte y migración", Kunsthalle Bahnitz , Brandenburg, Alemania.
- 2013: "Historias de ciudades", espacio GRAZ, Ratisbona, Alemania.
- 2013: "Puertas abiertas", Fundación Eugenio de Almeida, Évora, Portugal.
- 2013: Lecturas en el Centro de Arte Moderno de Madrid:  - Miércoles del Crimen: del asesinato como una de las bellas artes.  - Miércoles del Crimen: “La condesa sangrienta”.
- 2014: "Fatigas de amor", vídeo en la 2ª Bienal internacional de Casablanca.
- 2014: "II Festival de las Artes", Arenas de San Pedro, Ávila.[7]
- 2015: "Displaced", Schlachten Festival, Luckenwalde, Alemania.
- 2015: XII Encuentro de artistas, Fundación Amelia Moreno, Quintanar de la Orden, Toledo.
- 2017: Exposición “Nord/Sud/Est/Ouest”, Interno 14, Roma. Proyecto de cuatro artistas europeas que comienza en el 2014 en la Maison d’Art Contemporain en Arcila y continúa en 2015 en la galería Noir sur Blanc en Marrakesh, Marruecos.

### Instalaciones con el "Grupo Sutura"
- 1991: "Arquitecturas perversas"- 4 instalaciones individuales, Galería Tate-Tate, Madrid.
- 1992: "Arquitecturas cotidianas"- 4 instalaciones individuales, Galería DE, Madrid.
- 1993: "La patera"- en "Cultura/crisis/cultura", Círculo de Bellas Artes, Madrid.
- 1996: "Alicia en el bosque"- Una instalación ecológica, Galería Montalbàn, Madrid.

## Publicaciones
- Angiola Bonanni "Retablos y camas crueles", Galería Jorge Kreisler, 1989.